# Квитон, Григорий Григорьевич
Григорий Григорьевич Квитон (по рождению Исаак Нисонович Квитон; 1874—1950) — российский и советский фотограф-портретист. Работал преимущественно во Владикавказе.

## Биография
Родился в 1874 году в Полтавской губернии. Во Владикавказ переехал не позже 1898 года. 1 марта 1898 года[по какому календарю?] принял православие в Осетинской церкви Владикавказа и в том же году вступил в мещанское сословие этого города.
Не позже 1899 года открыл фотоателье в Грозном, в доме Щедринского, владельца издательства и типографии. Не позже 1901 года открыл фотоателье во Владикавказе в доме Папкова на Александровском проспекте. 30 октября 1913 года избран действительным членом Русского фотографического общества. С 1913 года арендовал помещение в здании кинотеатра «Гигант». В 1916 году приобрёл под фотоателье помещение на втором этаже по адресу Александровский проспект, 19, а жил с семьёй в доме по адресу Александровский переулок, 19. До революции систематически оказывал фотографические услуги воинским подразделениям, гимназиям, Кадетскому училищу.
В 1921 году Квитон вступил во Владикавказский союз кустарей и ремесленников. В 1922 году его фотоателье и дом были муниципализированы. В 1924 году выступал одним из экспертов Союза кустарей и ремесленников в решении вопроса о выделении помещений, необходимых для работы ателье владикавказского фотографа Ивана Ильича Липового. В 1925 году Квитона лишили избирательного права. 15 августа 1929 года Городской совет Владикавказа постановил выселить его из «муниципализированных владений», 30 апреля 1930 года его фотоателье было закрыто, при этом уничтожен почти весь архив негативов.
В дальнейшем Квитон продолжал заниматься фотографией. Известно, что в 1933 году он работал в Пролетарском парке Владикавказа, снимки делал на открытом воздухе, а продукцию выдавал в комнате при оранжерее. С 9 августа 1936 по 14 марта 1937 года работал техническим руководителем и фотографом в фотопавильоне Административного отдела Северо-Кавказской железной дороги по адресу Вокзальная улица, 12.
После Великой Отечественной войны некоторое время работал в Фотостудии № 1 по адресу Пролетарский проспект, 35.
Умер в 1950 году (некролог опубликован 7 марта 1950 года в газете «Социалистическая Осетия» коллективом Фотостудии № 1). Похоронен на еврейском кладбище Владикавказа.

## Оценки личности и творчества
По оценке Алины Акоефф, Квитон был «великолепным портретистом», в особенности ему удавались портреты детей. По воспоминаниям современников, сам он отличался красотой, утончёнными манерами и чувством юмора, был популярен у молодых женщин. На черновике постановления о муниципализации недвижимости Квитона есть приписка от руки: «Имеет сильное влияние на жильцов домовладения».

## Награды
- Золотой именной портсигар за съёмку при дворе во время поездки в Санкт-Петербург.
- Две императорские золотые медали[10].

## Семья
Был женат дважды:
- Первая жена с 5 ноября 1899 года[по какому календарю?] — Антонина Брюкгард, мещанка немецкого происхождения родом из Харькова[2].
- Вторая жена с 31 января 1916 года[по какому календарю?] — Раиса (Рахиль) Аароновна Бергель[5], выпускница Дрезденской школы фотографии (1908), первая женщина-фотограф Кавказа[10].
  - Дочь от второго брака — Елена Григорьевна Квитон, врач, жила и работала во Владикавказе[5].

### Комментарии
1. ↑  Вариант фамилии: Квинтон; вариант отчества: Георгиевич[1].
2. ↑  Ныне проспект Мира, 53[4].
3. ↑  Ныне проспект Мира, 17[5].
4. ↑  С июня 1928 года переулок носит название Тимирязевский[6].
5. ↑  Ныне проспект Мира, 35[5].
6. ↑  Алина Акоефф — владикавказский журналист исторического направления, краевед-поисковик, с 2017 года заслуженный деятель культуры Северной Осетии[11].

### Отсылки к источникам
1. ↑  Попов, 2013.
2. 1 2 3 4  Акоефф, 2014, с. 108.
3. ↑  «Жизнь нашего Общества», ноябрь 1913, с. 43. (Приложение к журналу «Вестник фотографии»; издание Русского фотографического о-ва в Москве).
4. 1 2  Торчиев, Кисиев, 1988.
5. 1 2 3 4 5 6 7 8 9 10  Акоефф, 2014, с. 109.
6. ↑  Киреев Феликс. Александровский переулок. Сайт газеты  «Северная Осетия» (4 октября 2017). Дата обращения: 15 июля 2023. Архивировано 15 июля 2023 года.
7. ↑  Акоефф, 2017, с. 25.
8. ↑  Сугаиповы, 2017, с. 457.
9. ↑  Акоефф, 2017, с. 26.
10. 1 2 3  Акоефф, 2011.
11. ↑  Алина Акоефф удостоена звания “Заслуженный работник культуры Северной Осетии”. 15-й Регион (4 ноября 2017). Дата обращения: 15 июля 2023. Архивировано 15 июля 2023 года.
12. ↑  Киреев Ф. С. По улицам Владикавказа / Отв. редактор: Н. Власкина. — Ростов н/Д.: Донской издательский дом, 2007. — С. 235. — 239 с.